# Huaycotinamo
Huaycotinamo (Rhynchotus maculicollis) är en fågel i familjen tinamoer inom ordningen tinamofåglar.

## Utbredning och systematik
Fågeln förekommer i Anderna från nordvästra Bolivia till nordvästra Argentina. Den behandlas som monotypisk, det vill säga att den inte delas in i några underarter. Tidigare betraktades den som en underart till rostvingad tinamo (R. rufescens).

## Status och hot
Arten har ett stort utbredningsområde, men tros minska i antal, dock inte tillräckligt kraftigt för att den ska betraktas som hotad. Internationella naturvårdsunionen IUCN listar arten som livskraftig (LC).